# ترکی الخضیر (داور فوتبال)
ترکی الخضیر (عربی: تركي الخضير؛ زادهٔ ۱۹۸۰) داور فوتبال اهل عربستان سعودی است. او از سال ۲۰۱۴ به عنوان داور بین‌المللی فیفا می‌باشد. وی در جام جهانی فوتبال قضاوت کرده‌است.